# Заїд Карім
Заїд Карім (араб. زيد كريم, нар. 19 червня 2001) — йорданський тхеквондист, срібний призер Олімпійських ігор 2024 року.

## Виступи на Олімпіадах
| Олімпіада  | Дисципліна | Місце |
| ---------- | ---------- | ----- |
| Париж 2024 | до 68 кг   | 2     |